# Vyšné Hágy

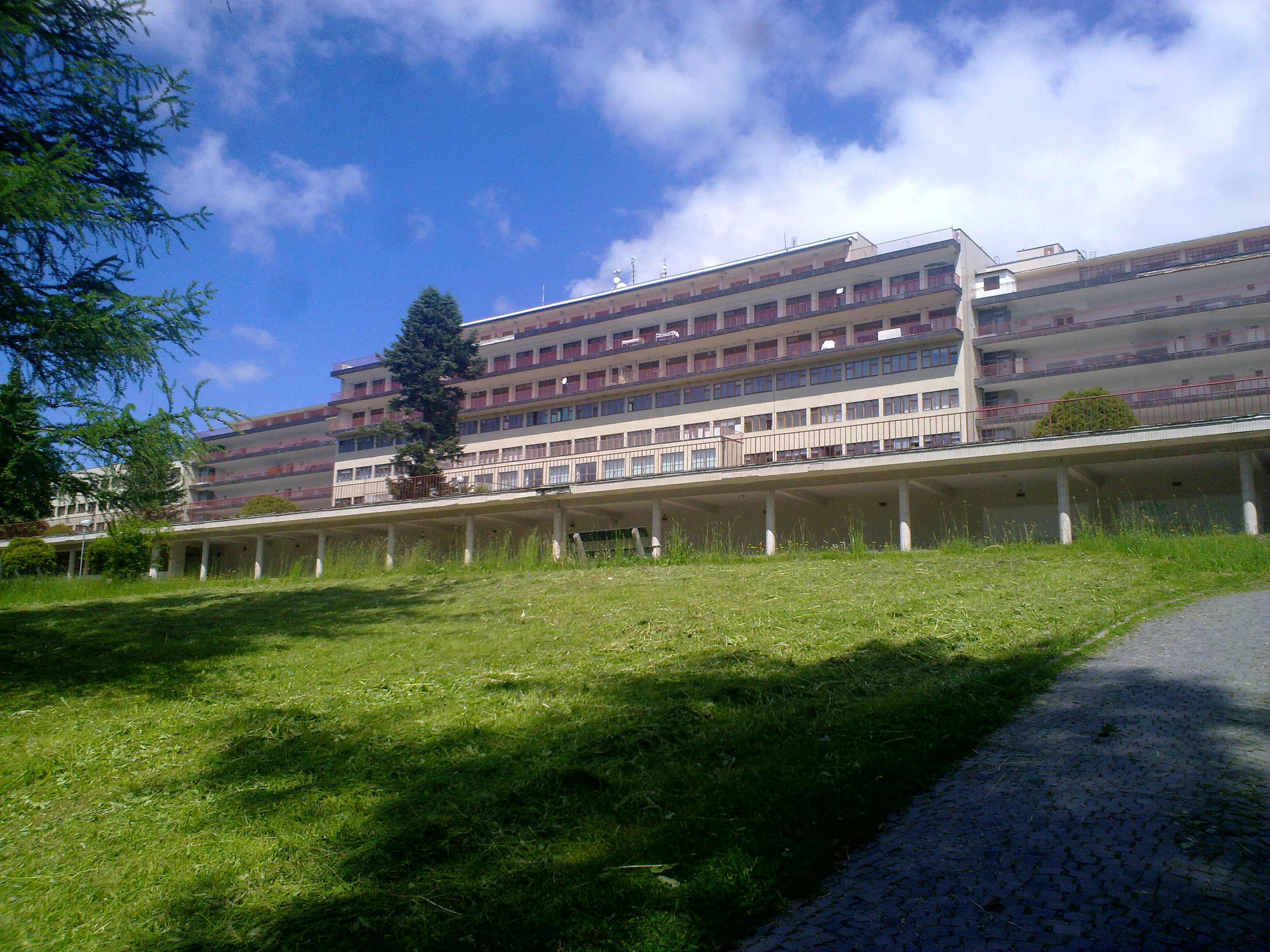
Kurhaus in Vyšné Hágy

Wappen von Vyšné Hágy

Vyšné Hágy (deutsch Hochhag oder Hochhagi, ungarisch Felsőhági) ist ein Ortsteil in der slowakischen Stadt Vysoké Tatry in der Hohen Tatra zwischen dem Štrbské Pleso (deutsch Tschirmer See) und dem Hauptort Starý Smokovec (deutsch Altschmecks) auf einer Höhe von 1120 m n.m., unterhalb des Bergmassivs von Končistá.
Der Ort wurde 1890 vom Gutsbesitzer Franz Máriássy gegründet, der hier ein Haus mit 12 Gästezimmern und einem Schlafsaal und ein Jahr später ein Badehaus errichten, mit der Absicht, dem bereits etablierten Erholungsort Štrbské Pleso konkurrieren zu können. 1897 erwarb Fürst Christian Kraft zu Hohenlohe-Öhringen den Gesamtbesitz, der auch die Täler Mengusovská dolina (deutsch Mengsdorfer Tal) und Zlomiská (deutsch Trümmertal) umfasste. Der Fürst legte einen großen Wert auf ungestörten Zustand seiner Jagdgebiete und ließ sich ein Jagdschloss errichten, durch hohe Preise in seinem Hotel sollten demzufolge Touristen ferngehalten werden. Alle Gebäude wurden vom Architekten Gedeon Majunke entworfen.
Erst nach der Übernahme des Gebiets durch den tschechoslowakischen Staat im Jahr 1927 wurden die Beschränkungen für Touristen vollständig aufgehoben. Der Staat wollte hier einen Kurort gründen, deshalb begann 1935 der Bau eines Großsanatoriums mit Nebengebäuden für die Behandlung (und später auch Erforschung) von Tuberkulose. Laufende Auseinandersetzungen und schwierige politische Verhältnisse führten dazu, dass das Kurhaus erst am 1. Juni 1941 eröffnet wurde. Später wurde das Behandlungsprogramm auf Atemwegserkrankungen erweitert. Auch heute ist das Haus ein gutes Beispiel moderner Architektur in der Slowakei und trägt den Namen Národný ústav tuberkulózy, pľúcnych chorôb a hrudníkovej chirurgie Vyšné Hágy (wörtlich Nationalanstalt der Tuberkulose, Lungenerkrankungen und Brustchirurgie Vyšné Hágy).
In Vyšné Hágy befinden sich die Haltestelle Vyšné Hágy an der Elektrischen Tatrabahn und die Bushaltestellen Vysoké Tatry, Vyšné Hágy, rázcestie k LU und Vysoké Tatry, Vyšné Hágy, LU, ferner liegt der Ort direkt an der Cesta II. triedy 537 („Straße 2. Ordnung“), die hier als Teil des Straßenzugs Cesta Slobody (deutsch Freiheitsstraße) gilt. Von ihr zweigt die Cesta II. triedy 539 nach Štôla und Mengusovce ab.